# 里奧蘇西奧
里奧蘇西奧是哥倫比亞的城鎮，位於該國西北部，由喬科省負責管轄，距離首府基布多380公里，始建於1518年，面積5,822平方公里，海拔高度8米，2005年人口27,099。

## 外部連結
- The devil wears military boots （页面存档备份，存于）

7°26′26″N 77°07′08″W / 7.44056°N 77.1189°W